# Mawil
Markus Witzel dit Mawil est un illustrateur et auteur allemand de bande dessinée, né en 1976.

## Biographie
Illustrateur, graphiste, musicien, Mawil est aussi connu pour être l'un des fondateurs des collectifs Monogatari (de), notamment avec Jens Harder, et BerlinComix.
Son album Kinderland, récit d'inspiration autobiographique sur son enfance à Berlin-Est, a reçu le Prix Max et Moritz de la meilleure bande dessinée germanophone en 2014.
C'est dans le mensuel est-allemand Mosaik, ainsi que dans des bandes dessinées importées clandestinement de l'Ouest telles Astérix, qu'il puise son inspiration en tant que dessinateur et bédéiste.

## Publications en français
- Hanna & Chloé - Hannah und Chloé, avec Farid Boudjellal, Tobias Deicke, Fraco, collection Tebeos, Tartamudo, 2004
- On peut toujours rester amis, 6 Pieds Sous Terre, 2005
- Safari plage, 6 Pieds Sous Terre, 2006
- The Band, 6 Pieds Sous Terre, 2007
- Welcome home, 6 Pieds Sous Terre, 2009
- Kinderland, Gallimard, 2014
- Maître Lampin, Warum, 2018
- Lucky Luke se recycle, Lucky Comics, 2021
- Oh, les beaux travaux !, des Ronds dans l'o, 2023
- La patrouille des Power Princesses, des Ronds dans l'o, 2023

## Distinctions et récompenses
- 2014 : Prix Max et Moritz de la meilleure bande dessinée en allemand pour Kinderland